# Hartley Ferrar

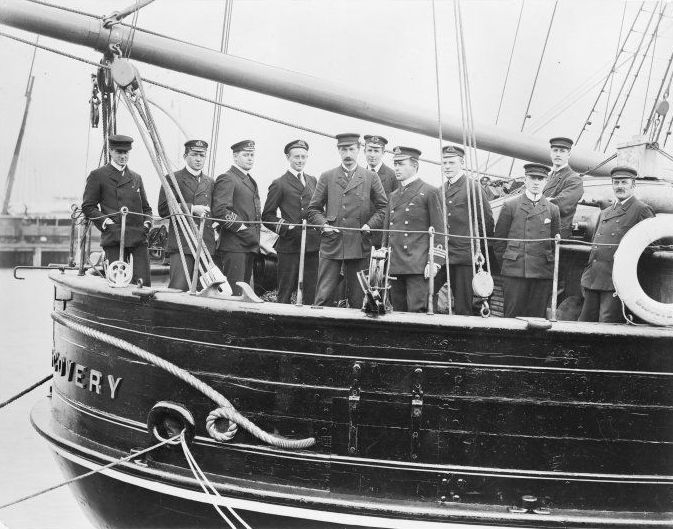
Hartley Travers Ferrar a bordo do RSS Discovery (segundo da direita para esquerda).

Hartley Travers Ferrar (28 de janeiro de 1879 – abril de 1932) foi um geólogo que participou sob o comando de Robert Falcon Scott (1868-1912) na Expedição Discovery (1901-1904).

## História
Ele passou parte de sua infância em Durban, antes de ser enviado para a Inglaterra para estudar geologia na Universidade de Cambridge.
Aos vinte e dois anos, participou da expedição do Discovery liderada por Robert Falcon Scott, e foi o mais novo membro da equipe científica. Ele conheceu sua futura esposa durante a passagem do navio pela Nova Zelândia antes da partida para a Antártida. Participou ativamente dos trabalhos e estudos científicos da expedição, e após seu retorno escreveu um abrangente relatório sobre suas observações geológicas.
Esteve a serviço no Egito e se alistou no Exército no início da Primeira Guerra Mundial. Depois da guerra voltou para a Nova Zelândia.
O Glaciar Ferrar foi nomeado em sua homenagem.